# Стараја Руса
Стараја Руса (рус. Старая Русса) град је на северозападу европског дела Руске Федерације. Налази се у западном делу Новгородске области, на подручју Староруског рејона чији је уједно и административни центар. Има статус града обласне субординације.
Основан је 1167. и сматра се једним од најстаријих руских градова. До 1552. године носио је име Руса (рус. Руса).
Према проценама националне статистичке службе за 2014. у граду је живело 29.979 становника, што сврстава Старају Русу на треће место у области, одмах после Боровича и Великог Новгорода.

## Етимологија
Постоји неколико претпоставки о пореклу имена града, а најприхватљивија је она према којој је име Руса изведеница од хидронима Порусја, реке која се у средњем веку називала Руса (рус. Руса). Савремени назив Стараја Руса (рус. Старая Русса) појавио се у XVI веку, а током XIX века у вези са ширењем насеља појављује се и термин Новаја Руса.
Словачки лингвиста Павел Шафарик (1795–1861) сматрао је да се у прасловенском језику термином руса означавала свака река, и да су од те речи еволуирали савремени називи попут речи русло у руском језику за речно корито.

## Географија
Град Стараја Руса смештен је у западном делу Новгородске области, у равничарско подручју познатом као Прииљмењска низија. Налази се на месту где се у реку Полист улива њена најзначајнија притока Порусја, на око 100 km јужно од административног центра области Великог Новгорода, те на око 48 km источно од Шимска, 20 km западно од Парфина и 64 km северно од Подорја.

## Историја
Тачан датум оснивања данашњег града, али и име његовог оснивача није познат, иако се према легенди оснивачем града сматра древни словенски књаз Рус. У писаним изворима Стараја Руса, односно тада само Руса појављује се по први пут у једном новгородском летопису из 1167. године, иако је извесно да је сам град настао знатно раније. Наиме, археолози су 1975. пронашли документ писан на брезовој кори у којем се помиње насеље Роусе из средине XI века (документ број № 526). На основу најновијих археолошких истраживања извесно је да је Стараја Руса настала крајем X и почетком XI века. Одлуком градских власти 2015. се прославља хиљаду година од оснивања града.

## Демографија
Према подацима са пописа становништва 2010. у граду је живело 31.809.690 становника, док је према проценама националне статистичке службе за 2014. град имао 29.979 становника. Трећи је по величини град у Новгородској области после Боровича и Великог Новгорода.
| 1939.  | 1959.  | 1970.  | 1979.  | 1989.  | 2002.  | 2010.  | 2014.  |
| ------ | ------ | ------ | ------ | ------ | ------ | ------ | ------ |
| 37.258 | 25.409 | 34.577 | 40.439 | 41.538 | 35.511 | 31.809 | 29.979 |

## Културно-историјски споменици у граду
Захваљујући богатој и бурној историји у граду се налазе бројни материјални остаци који сведоче о његовој прошлости. Многи од тих објеката уврштени су на листу културно-историјског наслеђа Русије. На подручју града пронађено је укупно 45 средњовековних докумената писаних на брезовој кори.
На листи културног наслеђа Русије налазе се следећи објекти:
- Староруски манастир Преображења Господњег из XII века
- Црква свете Тројице из XVII века
- Воскресењска саборна црква из XVII века
- Црква светог Мине из XIV века.

## Партнерски градови
Град Стараја Руса има потписане међународне уговоре о сарадњи са следећим градовима:
1. Лојма (Финска)
2. Бад Кројцнах (Немачка) од 2010
3. Валга (Естонија)